# Huawei AppGallery
Huawei AppGallery és un gestor de paquets i una plataforma de distribució d'aplicacions, o 'app store' del mercat, desenvolupada per Huawei Technologies Co., Ltd. Serveix com a botiga d'aplicacions oficial per als dispositius que funcionen amb HarmonyOS de Huawei, i també està disponible per a Huawei EMUI i Microsoft Windows mitjançant l'emulador de Mobile Engine.
A partir del 2022, AppGallery tenia 580 milions d'usuaris actius mensuals.